# Викторов, Ричард Николаевич
Ри́чард Никола́евич Ви́кторов (7 ноября 1929, Туапсе — 8 сентября 1983, Москва) — советский кинорежиссёр и сценарист; заслуженный деятель искусств РСФСР, лауреат Государственной премии РСФСР имени братьев Васильевых (1977) и Государственной премии СССР (1982). Наиболее известен научно-фантастической дилогией: «Москва — Кассиопея», «Отроки во Вселенной».

## Биография
Родился 7 ноября 1929 года в семье инженера Николая Георгиевича Викторова (1886—1930). Его бабушка Мария Николаевна Викторова была дочерью адмирала Н. И. Казнакова.
Летом 1941 года находился в детском санатории в Крыму и в ноябре при отступлении Красной армии был ранен и эвакуирован на Северный Кавказ. После войны в 1945—1947 годах учился в мужской средней школе № 35 Львова. Окончив школу экстерном, поступил на филологический факультет Львовского государственного университета и в 1952 году получил диплом преподавателя русского языка, логики и психологии.
Затем поступил на режиссёрский факультет ВГИКа, учился в мастерской С. И. Юткевича. Ещё не закончив учёбу, в 1957—1958 годах на Одесской киностудии совместно с режиссёром И. Шишовым работал над полнометражным фильмом «На зелёной земле моей», ставшим дипломным. После окончания института в 1959 году был распределён на киностудию «Беларусьфильм», в 1965 году перешёл на Центральную киностудию детских и юношеских фильмов имени М. Горького. 
Вступил в КПСС в 1971 году. В 1975—1976 годах читал курс лекций «Работа второго режиссёра» на режиссёрском отделении Высших курсов сценаристов и режиссёров.
В историю советской кинофантастики вошёл благодаря дилогии «Москва — Кассиопея» (1973) и «Отроки во Вселенной» (1974), а также фильму «Через тернии к звёздам» (1980). Обладая скромными по тем временам техническими возможностями комбинированных съёмок, уже в 1970-е годы добился абсолютного правдоподобия сцен в космосе и невесомости — это стало возможным благодаря технологии, предложенной инженером с Ялтинской киностудии Валерием Павлотосом.

Ему удавалось то, что не получалось у других режиссёров. Они выходили на баррикады и погибали на них, а Ричарду удавалось додавить и сделать так, как он хотел. <…> С каким трудом он преодолевал инерцию художников и комбинаторов, сколько времени посвящал общению с учёными, занятыми проблемами завтрашнего дня. В результате Р. Викторов не только сам стал серьёзным профессионалом, единственным, кто последовательно стремился делать фильмы о перспективе, но ему удалось воспитать единомышленников — операторов, художников-комбинаторов…
— Кир Булычёв
В соавторстве с Киром Булычёвым режиссёр работал над сатирической комедией с элементами фантастики «Комета», которую так и не успел завершить:

…в последний день съёмок Ричарда поразил инсульт. Викторов прожил ещё полгода, но так и не пришёл в себя.
 А на материал фильма накинулось Госкино…
— Кир Булычёв «Если» № 11 1999
Фильм заканчивал Юрий Чулюкин, вынужденный пойти на уступки цензорам Госкино СССР.

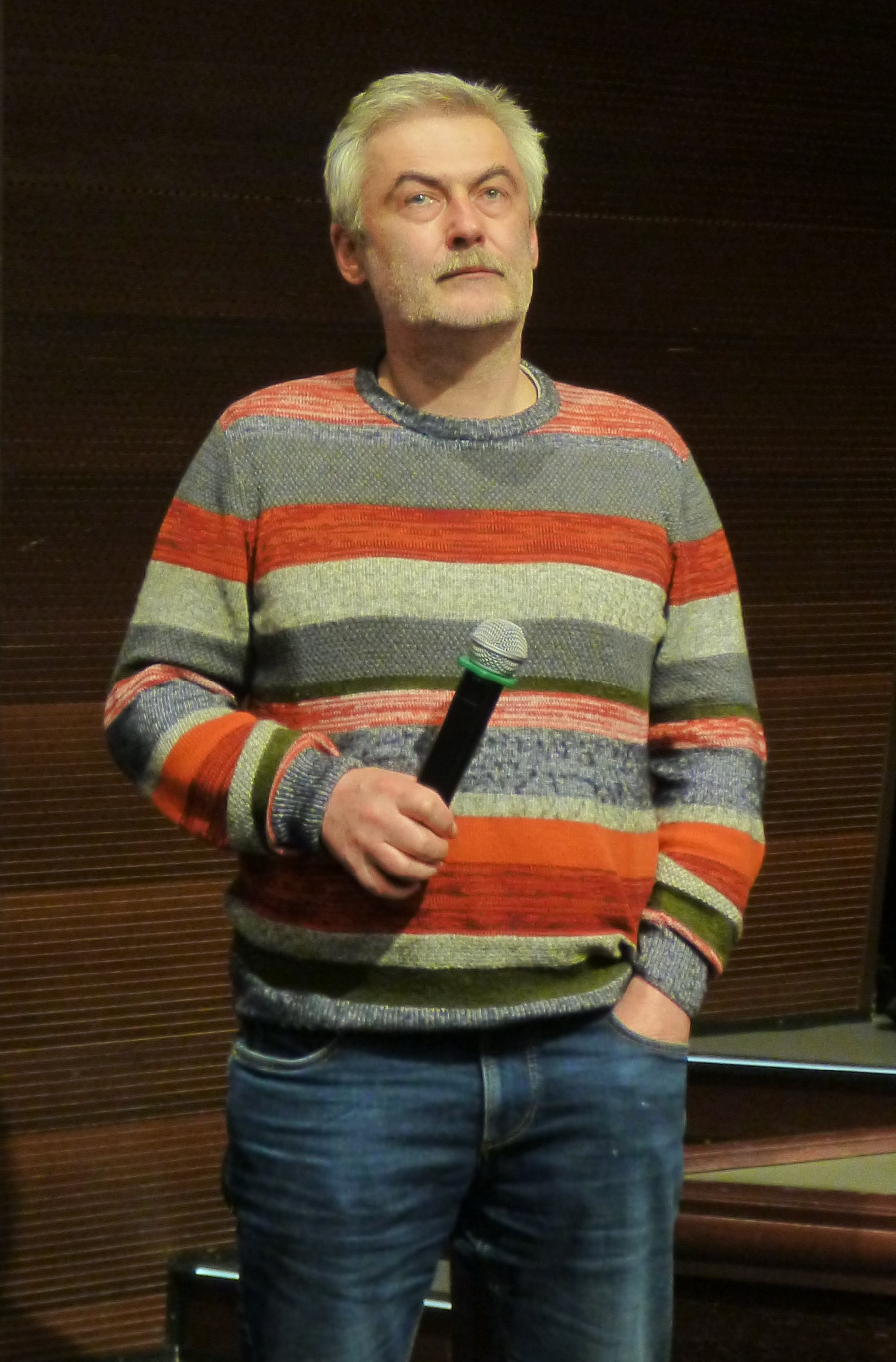
Н. Викторов на презентации фильма отца, 2021 год

Скончался 8 сентября 1983 года. Похоронен на Митинском кладбище (участок 65), рядом с ним похоронена жена.

### Семья
- жена — Надежда Мефодьевна Семенцова (1927—2001), киноактриса[9];
  - дочь — Анна Ричардовна Викторова (род. 1959), режиссёр кино и телевидения, автор вступления и составитель книги «Ричард Викторов. Тернии» (2023), куда вошли дневниковые записи, письма, раскадровки, воспоминания близких и коллег[10];
  - сын — Николай Ричардович Викторов (род. 1964), режиссёр кино и телевидения, сценарист, актёр[5].

## Фильмография
Режиссёр
- 1958 — На зелёной земле моей (дипломная работа совместно с И. Шишовым)
- 1960 — Впереди — крутой поворот
- 1963 — Третья ракета
- 1964 — Дорогами отцов (документальный)
- 1965 — Любимая
- 1968 — Переходный возраст
- 1970 — Переступи порог
- 1973 — Москва — Кассиопея
- 1974 — Отроки во Вселенной
- 1976 — Обелиск
- 1980 — Через тернии к звёздам
- 1983 — Комета (завершён Юрием Чулюкиным)

Сценарист
- 1976 — Обелиск (совместно с В. Быковым)
- 1980 — Через тернии к звёздам (совместно с К. Булычёвым)
- 1983 — Комета (совместно с К. Булычёвым, Ю. Чулюкиным)

## Награды и премии
- заслуженный деятель искусств РСФСР (1974)[1];
- Государственная премия РСФСР имени братьев Васильевых (1977) — за кинодилогию «Москва—Кассиопея» (1973) и «Отроки во Вселенной» (1974)[3];
- Государственная премия СССР (1982) — за фильм «Через тернии к звёздам» (1980)[1].